# Bdelyrus amazonensis
Bdelyrus amazonensis (лат.) — вид пластинчатоусых жуков рода Bdelyrus из подсемейства скарабеины (Scarabaeinae). Неотропика: Бразилия. 

## Описание
Длина тела от 7,81 мм до 8,96 мм, ширина до 4,48 мм. Пигидиум самцов с двумя мелкими ямками в основании. Задние бёдра широкие. Клипеус слабо окаймлённый. Межглазничное расстояние равно 5,83 диаметрам глаз; клипеус, лоб и щёки грубо пунктированные. Основная окраска тела коричневато-чёрная, блестящая. Навозный жук, населяет вечнозелёные тропические леса Амазонии. Встречается в январе, марте и летом. Усики с 3-члениковой булавой. Задние голени с одной вершинной шпорой. Вид был впервые описан в 1998 году канадским энтомологом Джойсом Куком (Joyce Cook, North Augusta, Онтарио, Канада) по материалам, собранным в Бразилии.